# 斯克爾默斯代爾
斯克爾默斯代爾（Skelmersdale）是位於英格蘭西蘭開夏郡的一個城市，位於威根以西6英里（10），利物浦東北13英里（21），普雷斯頓南南西15英里（24）。據2006年統計，斯克爾默斯代爾有人口38,813人，比2004年的41,000人減少。斯克爾默斯代爾是一個創建於1961年的新市鎮。